# Una Navidad con los Fother Muckers EP
Una Navidad con los Fother Muckers es el cuarto trabajo y segundo EP de la banda chilena Fother Muckers , fue lanzado por el Sello Cazador el 25 de diciembre de 2008 y distribuido gratuitamente desde la página oficial de la banda al ser una edición especial para Navidad. El disco incluye 4 canciones nuevas y una versión del tema "Daniela" popularizado por la Sonora de Tommy Rey.

## Lista de temas
| Una Navidad con los Fother Muckers |                             |                     |          |  |
| N.º                                | Título                      | Vocalista principal | Duración |  |
| 1.                                 | «Daniela»                   | (Instrumental)      | 2:51     |  |
| 2.                                 | «Siempre existe la ilusión» | Cristóbal Briceño   | 3:40     |  |
| 3.                                 | «Que nadie se mueva»        | (Instrumental)      | 2:54     |  |
| 4.                                 | «El huracán»                | Cristóbal Briceño   | 4:15     |  |
| 5.                                 | «Tan sólo ayer»             | Cristóbal Briceño   | 4:10     |  |

## Personal
- Cristóbal Briceño (Voz y guitarra)
- Simón Sánchez (Bajo y coros)
- Héctor Muñoz (Guitarra)
- Gonzalo Núñez (batería y guitarra)
- Cristián Soto

## Enlaces
- Página oficial de Fother Muckers

- Datos: Q6155840